# Рекуай (провинция)
Рекуай (исп. Provincia de Recuay, кечуа Rikuway pruwinsya) — одна из 20 провинций перуанского региона Анкаш. Площадь составляет 2304,19 км². Население по данным на 2007 год — 19 102 человек. Плотность населения — 8,29 чел/км². Столица — одноимённый город.

## История
Провинция была образована 30 сентября 1949 года.

## География
Граничит с провинциями: Уармей (на западе), Аиха (на северо-западе), Уарас (на севере), Уари (на северо-востоке) и Болоньеси (на востоке и юге).

## Административное деление
В административном отношении делится на 10 районов:
- Рекуай
- Катак
- Котапарако
- Уайльяпампа
- Льякльин
- Марка
- Пампас-Чико
- Парарин
- Тапакоча
- Тикапампа